# Bouřidla
Bouřidla jsou přírodní památka ve správních územích obcí Čížkov a Čmelíny v okrese Plzeň-jih, která se nachází na vrcholu a svazích krátkého horského hřbetu severně od Čmelín. Hřbet je součástí Plánické vrchoviny. Důvodem ochrany je bohatá lokalita jalovce obecného (Juniperus communis), který zde roste na amfibolicko-biotitické žule. Předpokládá se, že se v chráněném území vyskytuje až okolo tisíců jedinců různé velikosti a stáří.